# Jerry Boutsiele
Jerry Boutsiele (Courcouronnes, 20 aprile 1992) è un cestista francese.

## Palmarès
- Campionato francese: 1

Nanterre: 2012-13